# بطولة تونس لكرة السلة للرجال 1966–67
بطولة تونس لكرة السلة للرجال 1966–67 هو الموسم رقم 12 من بطولة تونس لكرة السلة للرجال.

فاز بهذا الموسم النجم الرياضي الرادسي.

## روابط خارجية
- الموقع الرسمي للجامعة التونسية لكرة السلة.